# Iglesia de San Acisclo y Santa Victoria (Talltendre)
La iglesia de San Acisclo y Santa Victoria (Sant Iscle y Santa Victoria) se encuentra situada en la entidad de población de Talltendre a 1.579 metros de altitud, perteneciente al municipio de Bellver de Cerdanya, en la comarca de la Cerdaña (provincia de Gerona, Cataluña, España).
Es una obra incluida en el Inventario del Patrimonio Arquitectónico de Cataluña.

## Descripción
Está documentada como parroquia a final del siglo X en el acta de consagración de la Catedral de Santa María de Urgel con el nombre de Sancti Aciscli de Telltendre.
De estilo románico del siglo XII, consta de nave única rectangular con ábside semicircular con dos ventanas de piedra bien trabajada, las bóvedas son de perfil ligeramente apuntado, la cubierta exterior es de enlosado.
La portada de calcárea roja es de tres arcadas rectangulares en disminución con un pequeño tímpano liso.